# Karl Fischer (Töpfer)
Karl Borromäus Fischer (* 26. Dezember 1853 in Sulzbach (Oberpfalz); † 5. November 1910 in ebenda) war ein Kunsttöpfer und gilt als Wiedererfinder der Terra-Sigillata-Keramik der Römer.

## Leben
Er erhielt seine Ausbildung bei der Firma Schwarz und Fleischmann in Nürnberg. 1876 heiratete er in Hirschau die Tochter eines dort ansässigen Töpfermeisters und übernahm dessen Geschäft. Nach Stationen in Amberg (1879–1881) und Vilseck (1881–1883) ließ er sich 1883 wieder in Sulzbach nieder und eröffnete dort 1884 eine eigene Kunsttöpferei. Seit 1894 arbeitete er mit seinem Sohn Georg (1881–1969) zusammen. Gemeinsam entdeckten sie die Herstellungsweise der römischen Terra-Sigillata-Keramik neu. Darüber hinaus machten sie sich mit Kunstkeramik für den Ofenbau einen Namen.

## Die Nacherfindung der Terra-Sigillata-Technik
Im Gegensatz zu den bisherigen Versuchen, die auf verschiedene Techniken abzielten, den fertigen Scherben zu polieren, überzogen sie den halbtrockenen Scherben mit Schlämme (auch Engobe). Entscheidend war neben der Zusammensetzung der Schlämme auch die Technik des anschließenden Polierens und die richtige Brenntemperatur.
Am 15. September 1906 wurde durch das kaiserliche Patentamt in Berlin ein Patent auf diese Technik erteilt. Wegen Einsprüchen wurde es allerdings erst mit dem 2. Februar 1909 endgültig wirksam.

## Ehrungen
In seiner Heimatstadt ist die Gasse, in der er seine Werkstatt hatte, als „Kunst-Fischer-Gasse“ nach ihm benannt.